# Dischidia galactantha
Dischidia galactantha är en oleanderväxtart som beskrevs av Karl Moritz Schumann. Dischidia galactantha ingår i släktet Dischidia och familjen oleanderväxter. Inga underarter finns listade i Catalogue of Life.